# 29 ventôse
29 pluviôse 29 germinal
Le nonidi 29 ventôse, officiellement dénommé jour du frêne, est le 179e jour de l'année du calendrier républicain.
C'était généralement le 19e jour du mois de mars dans le calendrier grégorien.